# Ya'qub ibn Killis
Yaʿqūb ibn Killis (in arabo ﻳﻌﻘﻮﺏ ﺑﻦ ﻛﻠﺲ‎?; Baghdad, 930 – Il Cairo, 991) è stato un funzionario iracheno convertito all'Islam.
Abū l-Faraj Yaʿqūb ibn Yūsuf o, semplicemente, Ibn Killis (in arabo ﺍبن  كلس‎?) è stato un visir e un wāsiṭa al servizio dei Fatimidi.

## Biografia
Yaʿqūb ibn Killis nacque da famiglia israelita siriana, trasferitasi poi a Ramla, in Palestina, per motivi di commercio. In seguito egli si spostò in Egitto (allora sotto gli Ikhshididi, lavorandovi come consigliere finanziario del Reggente Abu l-Misk Kafur, che lo apprezzava particolarmente per i suoi intelligenti servigi, al punto di farne il proprio visir. Ibn Killis si convertì all'Islam nel 967, prima che gli Ikhshididi fossero sconfitti dai Fatimidi.
Studiò il fiqh e, dopo la morte del suo protettore, fu imprigionato per l'acuta invidia che nei suoi confronti provava il suo rivale Abū l-Faḍl Jaʿfar ibn al-Furāt. Riuscì nondimeno a comperare la sua stessa liberazione e partì alla volta dell'Ifriqiya, dove si guadagnò la fiducia dell'Imam fatimide al-Muʿizz.
Dopo la conquista dell'Egitto da parte dei Fatimidi (973) egli tornò nel Paese del Nilo con tutta la corte e divenne il responsabile delle finanze e dell'economia dell'Imamato, ricevendo ancora una volta la nomina a vizir (che in ambito fatimide era però chiamato wāsiṭa) dopo la destituzione del conquistatore dell'Egitto, Jawhar al-Siqilli, da parte del nuovo Imam, Abū Manṣūr Niẓār al-ʿAzīz bi-llāh (al-ʿAzīz).
In tale veste favorì enormemente i commerci e la propaganda religiosa ismailita-fatimide (daʿwah) e avviò la costruzione della moschea al-Ḥākim, come pure l'Università-Moschea di al-Azhar. Fu una persona particolarmente sensibile ai valori della cultura e fu un generoso committente di iniziative culturali, addossandosi ad esempio il versamento dell'enorme somma mensile di 1.000 dīnār aurei per garantire regolari emolumenti e rette a docenti e studenti di una scuola d'insegnamento superiore da lui voluta al Cairo, e la sua adeguata manutenzione.
Mantenne la sua carica fino alla morte nel 991.